# Annie Cotton
Annie Cotton (Laval, Quebeque, Canadá, 13 de julho de 1975) é uma atriz e cantora canadiana.
Cotton participou numa popular série televisiva canadiana chamada "Watatatow". Em janeiro de 2007, surgiu como atriz na soap opera "Virginie" tal como a atriz Annie Cloutier.
No Festival Eurovisão da Canção 1993 tornou-se a segunda canadiana a representar a Suíça no Festival Eurovisão da Canção, depois de Celine Dion em 1988. Em 1993, Cotton interpretou o tema "Moi, tout simplement". A canção terminou em terceiro lugar, com 148 pontos.